# Stanley (North Dakota)
Stanley is een plaats (city) in de Amerikaanse staat North Dakota, en valt bestuurlijk gezien onder Mountrail County.

## Demografie
Bij de volkstelling in 2000 werd het aantal inwoners vastgesteld op 1279.
In 2006 is het aantal inwoners door het United States Census Bureau geschat op 1206, een daling van 73 (-5,7%).

## Geografie
Volgens het United States Census Bureau beslaat de plaats een oppervlakte van
4,5 km², geheel bestaande uit land. Stanley ligt op ongeveer 684 m boven zeeniveau.

## Plaatsen in de nabije omgeving
De onderstaande figuur toont nabijgelegen plaatsen in een straal van 36 km rond Stanley.